# 永島達司
永島 達司（ながしま たつじ,　1926年4月26日 - 1999年5月2日）は、日本初のプロモーター。1953年に「新々プロダクション」を設立。1957年に社名を協同企画（現・キョードー東京）に変更。
戦後の海外アーチストの日本公演を手掛けた第一人者であり、ナット・キング・コール、ベンチャーズ、ルイ・アームストロング、ベニー・グッドマン、シュープリームズ、スティービー・ワンダー、レッド・ツェッペリン、アンディ・ウィリアムス、サイモンとガーファンクルをはじめ、ビートルズを日本に呼んだプロモーターとして知られる。海外ではタッツ・ナガシマの愛称で呼ばれた。

## 生涯
1926年4月26日、神奈川県保土ケ谷町（現・横浜市保土ケ谷区）に5人兄弟姉妹の次男として生まれる。三菱銀行勤務であった父・忠雄の転勤に伴い、2歳でニューヨークに移り住む。4歳でロンドンに移り、8歳の時に一時帰国したが、12歳の時に父親がニューヨーク支店長となり再びニューヨーク州ウエストチェスターに。当時、アメリカのフランクリン・ルーズベルト大統領が、在来の日本人や日系移民への圧迫を強めていた時期であったが、アメリカ東部の住宅街では、日本人を差別することもなかった。永島は身長も高い方であったので、クラスメートにいじめられた記憶はないという。この少年時代に、ジャズやポピュラー音楽と出会い、夢中になる。15歳の時に帰国。
終戦後の1945年、永島が早稲田第一高等学院（旧制）3年生の時、路上で進駐軍のトラックに呼び止められ、ビールの醸造所に案内したのがきっかけで、ホテルの進駐軍将校用クラブで通訳を始め、その後GI向けの芸能担当となる。永島の流暢で美しい英語が米兵の間で評判になり、ジョンソン基地・将校クラブの支配人になる。この時期に、日本人ジャズシンガーのマネジメントを行っている。早稲田大学法学部卒業（基地でアルバイトをしていた時期に、理工学部から転学）。
1952年、永島はジョンソン基地の将校クラブを退職し、アメリカ人の知人2人と、進駐軍のクラブにミュージシャンを斡旋するSNプロダクションを始める。1957年には協同企画（現・キョードー東京）を設立。設立後、ナット・キング・コール、ビートルズ、エルトン・ジョンやマイケル・ジャクソンなど大物ミュージシャンを呼び、興行を成功させている。ニューラテンクォーターの開店に関わり、多くの世界的アーチストを出演させ、同店を伝説的ナイトクラブに育てた。
1962年には洋楽専門の著作権管理会社「大洋音楽」を設立し社長を兼任。業界の第一人者としての立場を確立した後も表舞台に出ることなくミュージシャンへの接待に徹している。ビジネスライクなプロモーターが多いなか、私生活面でも面倒見がよいことから海外ミュージシャンから高い評価を得た。永島は、仕事で知り合った外国人タレントに「タツの英語はエリザベス女王みたいだ」と言われるほどの完璧で上品な発音の英語を話す。身長も180cmを超える長身で、彫りの深い顔立ちで美男子であった。アメリカ人からは「ハンガリー系なのか」と質問される事もあったという。
生前「向こうの曲に日本語の歌詞をのせたものには昔、すごく違和感持ってたんですけど、ジャズ・ブームのころに日本語で歌った江利チエミや雪村いづみは売れたわけだし、ビートルズを日本風にアレンジしたGSも支持されましたよね。フォークだって吉田拓郎や、ロックではサザンオールスターズとか、オリジナルなものを日本ぽく、極端にいえば演歌っぽく仕立てたアーティストが日本では売れる。逆に言えば技術的な面では海外でもひけはとらないが、言葉が障害になってるということですね。僕も生きてる間に日本の音楽が世界的にはやるのを見てみたいですね」と話していた。
1995年、俳優の本木雅弘と内田也哉子夫妻の仲人を務めた。1998年6月8日、ロンドンでのセント・マーティン教会で行われたリンダ・マッカートニーを追悼するメモリアル・サービスには、日本人では永島だけが招待された。1999年5月2日、肺炎により73歳で死去。

## 家族
父親の永島忠雄は東大法科卒業後、大正7年に三菱合資入社、三菱銀行の取締役まで務めたのち、昭和24年に三菱海運に移り、社長となった。妻は1953年3月28日に結婚した女優の藤田泰子。子にトムとジョージ。長男のトム永島（永島智之）もキョードー東京に務めた後、トライセラトップスらが所属するトリニティー・アーティストにて、音楽プロモーターをしている。